# Xiyunykus
Xiyunykus („dráp z Xiyu“) byl rod teropodního dinosaura z kladu Alvarezsauroidea, který žil v období spodní křídy (geologický stupeň apt, asi před 126 až 120 miliony let) na území dnešní severozápadní Číny (Ujgurská autonomní oblast Sin-ťiang). Fosilie tohoto dinosaura byly objeveny v sedimentech souvrství Tugulu, a popsány společně se zkamenělinami dalšího nově popsaného alvarezsaura druhu Bannykus wulatensis. Jediným známým druhem je typový X. pengi, formálně popsaný týmem paleontologů v roce 2018.

## Význam
Xiyunykus je spolu s rodem Bannykus jakýmsi evolučním pojítkem mezi ranými formami alvarezsaurů (jako byl rod Haplocheirus, žijící v době před 160 miliony let) a pozdně křídovými druhy. Z hlediska redukce dentice a kostry předních končetin se tyto raně křídové druhy nacházejí zhruba na půl cesty mezi pozdně jurskými formami a o 70 až 90 milionů let později žijícími typy v období pozdní křídy.

## Paleoekologie
Ve stejných ekosystémech se spolu s xiyunykem vyskytovali například teropodi rodů Tugulusaurus, Kelmayisaurus, Xinjiangovenator a Phaedrolosaurus, pravděpodobný sauropod rodu Asiatosaurus, primitivní ceratops Psittacosaurus nebo stegosaurid Wuerhosaurus. Z ptakoještěrů žily v tomto ekosystému například rody Dsungaripterus nebo Noripterus.